# Alter the Ending
Alter the Ending è il sesto album in studio del gruppo musicale statunitense Dashboard Confessional, pubblicato nel 2009.
Il disco è stato diffuso anche in un'edizione deluxe comprendente un secondo CD acustico.

## Tracce
1. Get Me Right – 3:15
2. Until Morning – 3:44
3. Everybody Learns from Disaster – 3:33
4. Belle of the Boulevard – 4:02
5. I Know About You – 3:07
6. Alter the Ending – 3:24
7. Blame It on the Changes – 4:11
8. Even Now – 2:43
9. The Motions – 4:02
10. No News Is Bad News – 3:54
11. Water and Bridges – 3:36
12. Hell on the Throat – 3:10